# Najbliższe zadania władzy radzieckiej
Najbliższe zadania władzy radzieckiej (ros. Очередны́е зада́чи сове́тской вла́сти) – praca Włodzimierza Lenina o podstawach budownictwa gospodarki socjalistycznej. Po raz pierwszy została opublikowana w gazetach Prawda i Izwiestija. Leninowskie idee, zawarte w danej książce, legły u podstaw całej pracy partyjnej i państwowej w Rosji Radzieckiej.